# Hania Siebenpfeiffer
Hania Siebenpfeiffer (* 1970) ist eine deutsche Germanistin.

## Leben
Nach dem Abitur 1989 an der Deutschen Schule Brüssel und dem Studium (1989–1997) der Neueren deutschen Literatur, Politikwissenschaft, Kunstgeschichte und Psychologie an der Philipps-Universität Marburg und der FU Berlin war sie von 1998 bis 2003 wissenschaftliche Mitarbeiterin an der Universität Göttingen und der Humboldt-Universität zu Berlin. Nach der Promotion 2002 an der Freien Universität Berlin war sie von 2003 bis 2007 wissenschaftliche Mitarbeiterin an der Universität Münster. Von 2008 bis 2014 lehrte sie als Juniorprofessorin am Institut für deutsche Literatur der Universität Greifswald (2010 positive Zwischenevaluation der Juniorprofessur). Nach der Habilitation 2018 an der Philosophischen Fakultät der Universität Greifswald (Lehrbefugnis für Neuere deutsche Literatur und Allgemeine und Vergleichende Literaturwissenschaft) ist sie seit 2018  Universitätsprofessorin für Neuere deutsche Literatur mit Schwerpunkt Literatur der Frühen Neuzeit und europäische Aufklärung in Marburg.
Ihre Forschungsschwerpunkte sind europäische Literatur und Kultur des 16. bis 18. Jahrhunderts, Literatur und Kultur der Moderne bis Gegenwart, Literatur und Wissen (historisch-systematisch), Literatur und Recht (historisch-systematisch), literarische Materialität und Medialität, Gattungspoetik/Gattungstheorie einschl. Text-Bild-Relationen und Diskurstheorie/Rhetorik/Geschlechterforschung.